# 三村景一
三村 景一（みむら けいいち、1955年1月2日 - ）は、日本のテレビプロデューサー、実業家。MBSメディアホールディングス代表取締役顧問・前会長および社長、前・毎日放送代表取締役社長。

## 来歴・人物
兵庫県出身。慶應義塾高等学校を経て慶應義塾大学商学部へ進学。大学在学中、後にメディア・プロデューサーで上智大学文学部新聞学科教授となる碓井広義と同期になり出会う。卒業後の1977年4月に毎日放送に入社。入社6年間はラジオ制作部に所属し、『ありがとう浜村淳です』、『MBSヤングタウン』などを担当した。
その後、制作局に異動してからは『夜はクネクネ』、『4時ですよーだ』など関西ローカルの人気番組のディレクター、プロデューサーを務め、そのほかにはTBS系列全国ネット番組『超!よしもと新喜劇』のチーフプロデューサーを務めた。

第6代社長柳瀬璋在任中の1999年10月改編でスタートした地域密着型情報ワイド番組『ちちんぷいぷい』ではプロデューサー、チーフプロデューサーを経て、最後は最高責任者として「制作」とクレジットされた。
2007年6月27日付で取締役制作局長に就任。2009年6月25日付で取締役テレビ営業局長に異動したため、入社以来32年間に渡って携わった番組制作の現場から離れた。
また、東通企画やゾフィープロダクツの取締役も務めており、かつては子会社MBS企画の取締役も務めていた。2011年6月23日の株主総会終了後の取締役会で常務取締役（テレビ営業局担当）に昇進。2015年5月22日に開かれた取締役会で社長へ昇格する人事が発表され、同年6月25日に行われた株主総会と取締役会で4期8年務め上げた河内一友の後任としてMBS第9代社長に就任した（河内は代表権を持ったまま会長に就任）。テレビ制作出身の社長は、柳瀬以来18年ぶり史上2人目となる。また、MBS開局後に生まれた者の社長就任は、史上初めてとなった。2016年4月1日、TBSテレビ取締役に就任。2019年6月20日、MBSメディアホールディングス代表取締役会長に就任（同時点では毎日放送代表取締役社長も兼務）。2021年6月24日、毎日放送代表取締役社長を退任。2022年6月22日、MBSメディアホールディングス代表取締役会長を退任し、同顧問。

### 毎日放送社長としての施策
河内から社長を引き継ぐにあたって、河内がやり残した課題を片付けるとともに、コンテンツプロバイダとしてのMBSを新たな成長の軌道に乗せることが期待された。

#### ワイドFM実現
河内時代の2015年（平成27年）、MBSは同じ近畿圏の他の中波局である朝日放送（ABCラジオ）、ラジオ大阪と共同で近畿圏でのワイドFM実施に向けて放送免許の申請を行っていた。三村の社長就任から1ヶ月程しか経たない2015年7月27日付けで近畿総合通信局から他の2社と同時に予備免許の交付を受け、工事が始まる。三村にとっては、これが社長としての最初の大仕事となった。

送信所の工事は、既存の生駒山デジタルテレビ送信所にラジオの送信設備を設けるだけで済んだ。そして2016年（平成28年）2月29日付けで本免許を獲得し、3月19日12時からMBSラジオは中波（1179kHz）とFM（90.6MHz）の2波体制になった。

#### ラグビー推進プロジェクト
社長就任直後の2015年秋には、ラグビーワールドカップ2015において、エディー・ジョーンズ率いる日本代表チームが歴代最高の成績（いずれも当時）を残した。全国高校ラグビー大会のメイン会場である花園ラグビー場の地元局で、本大会や大阪代表決定戦を長年中継してきた毎日放送では、日本代表へ通じるラグビー界全体の底上げを視野に、関西地方をラグビーで盛り上げる企画を2015年度から実施。2018年度の第98回大会では事前収録ながら準決勝・決勝のラジオ中継を12年振りに復活させたほか、2020年度の第100回記念大会では決勝のラジオ生中継を17年振りに再開した。さらに、（花園ラグビー場を含む）日本国内のラグビー場・多目的競技場で開催されたラグビーワールドカップ2019でジェイミー・ジョセフ率いる日本代表チームが
史上初の決勝トーナメント進出を果たしたことを背景に、2020年からジャパンラグビートップリーグ・神戸製鋼コベルコスティーラーズ公式戦のテレビ中継を始めている。

#### 持株会社制への移行
MBSテレビが所属するTBS系列では、TBSホールディングス（TBSテレビ、TBSラジオ、BS-TBS）を皮切りに中部日本放送（CBCテレビ、CBCラジオ）、RKB毎日放送が認定持株会社制に移行していた。MBSでも河内社長時代から持株会社制移行を検討していたが、テレビ東京ホールディングス、FM802などMBSが大株主の他系列局との調整に手間取った。三村は2016年（平成28年）7月28日付で持株会社MBSメディアホールディングスを設立し、MBSテレビ・ラジオは兼営のまま新事業会社「毎日放送」に継承させると発表。2017年（平成29年）2月8日付で認定を取得、同年4月1日付で新会社体制に移行した。

#### 「ライブセンター」の運用開始に伴うテレビ番組の大規模な再編
2017年（平成29年）8月30日の社長定例記者会見で、生放送への対応や報道・制作両局間の連携を強化する目的で、本社2階M館の「ギャラクシースタジオ」（かつて「ギャラクシーホール」として運用していたフロア）を情報フロア（「ライブセンター」）に改装する計画を発表。「ライブセンター」の工事が進んだ2018年（平成30年）夏には、『ちちんぷいぷい』『VOICE』の放送枠を併合した5時間の特別番組『ちちんぷいぷい×VOICE』を、5日間にわたって放送した。

初代プロデューサーを務めた『ちちんぷいぷい』が放送開始20周年を迎えた2019年（平成31年＝令和元年）には、1月28日（月曜日）の同番組から、ライブセンターの運用を開始。その一方で、『ちちんぷいぷい』と『VOICE』（後枠で18年半にわたって放送されてきた関西ローカルの報道番組）の全面リニューアルを、編成局と制作局に指示した。その結果、運用開始後最初の改編（同年4月改編）では、「（平日）14時-19時（の時間帯）をトータルに捉える」方向でテレビ番組を編成する方針を提示。この方針に沿って、『VOICE』は3月29日（金曜日）のスペシャル版で放送を終了した。
2014年（平成26年）10月改編から2部構成（第1部：JNN加盟局の一部との同時ネットパート、第2部：関西ローカルパート）で4時間近い生放送を実施してきた『ちちんぷいぷい』については、2019年4月1日（月曜日）から、放送時間を第1部とほぼ同じ時間帯（13:55 -  15:49）にまで短縮するとともに、全編を同時ネット化。改編前の第2部に相当する時間帯の放送枠（15:50 - 17:50）については、『VOICE』の放送枠、『Nスタ』第2部（TBSテレビが制作するJNN全国ニュースパート）の放送枠と統合したうえで、同日から平日の15:49 - 19:00に関西ローカル向けの生放送番組『ミント!』を編成した。平日夕方の関西ローカルニュースについては、高橋信三社長時代末期の1976年（昭和51年）1月に始まった『MBSナウ』以来43年間堅持していた単独番組としての編成から、「Newsミント!」というタイトルで『ミント!』に内包する構成に変更。また、『ちちんぷいぷい』と『ミント!』のスタジオセットを「ライブセンター」に並置するなど、同センターの機能の活用が生かされていた。

#### ラジオ放送事業の分社化と社内組織の大幅な再編
MBSメディアホールディングスの代表取締役会長を兼務してからは、ラジオ放送事業をめぐる経営環境の変化などを背景に、ラジオ放送事業の分社化を本格的に検討。2020年（令和2年）の初頭から日本国内で新型コロナウイルスへの感染が拡大していることなどを背景に、「詳細な地域情報を（リスナーに）提供する身近なメディア」としてのラジオの価値が見直されつつあることも勘案した結果、同年5月28日に毎日放送とMBSホールディングスの取締役会で以下の方針を決議した。
- 毎日放送のラジオ放送事業とテレビ放送事業および、総務省からの認可の下で保有しているラジオ・テレビ放送免許を、吸収分割方式によって2021年（令和3年）10月1日付で別々の会社に承継させる。
- ラジオ放送事業については、毎日放送ラジオ分割準備株式会社 [7]（MBSメディアホールディングスが全額を出資する分割準備会社）を2020年5月28日付で設立。吸収分割契約の締結（同年11月）、放送免許の承継などに関する許認可（2021年9月）などを経て、2021年10月1日付でラジオ放送免許と共に分割準備会社へ承継させる。
- 毎日放送については、テレビ放送事業とテレビ放送免許を保有したまま、2021年10月1日付でコールサインと商号を変更する[8]。

ラジオ放送事業の承継については、上記の計画の発表後に期日の前倒しを改めて検討した結果、「独立した新しい会社で2021年秋の改編に向けて準備するのが相応しい」として2021年4月1日に繰り上げ。分割準備会社の商号を、同日付で「株式会社MBSラジオ」に変更することも決定した（毎日放送についてはラジオ放送事業の分離後も「株式会社毎日放送」という商号を引き続き使用）。
毎日放送では、ラジオ放送事業を統括していた「ラジオ局」を、「株式会社MBSラジオ」への事業承継に伴って廃止。テレビ制作局とテレビ報道局が『ちちんぷいぷい』『ミント!』や国政選挙の開票特別番組（関西ローカルパート）などを共同で制作してきたことを背景に、両局とスポーツ局（スポーツ中継・関連番組の制作を統括してきた部局）を「報道情報局」と「制作スポーツ局」に再編するなど、社内の組織を2021年4月1日付で大幅に改編した。

#### 新型コロナウイルスへの感染拡大に伴う収益構造・タイムテーブルの抜本的な見直し
CBCテレビ（毎日放送と同じTBS系列の準基幹局）が『ちちんぷいぷい』と同じ時間帯（平日の午後）に中京ローカル番組として放送していた『ゴゴスマ -GO GO!Smile!-』では、かつて『ちちんぷいぷい』の金曜分を4ヶ月だけ放送していたTBSテレビで2015年3月30日から同時ネットと制作への協力を始めたことを境に、ネット局が徐々に増加。『ちちんぷいぷい』では『ゴゴスマ』非ネット局の一部に向けた放送も続けていたが、『ゴゴスマ』に乗り換える局が相次いだ結果、最後のネット局だった宮崎放送での乗り換え（2020年3月）を機に関西ローカル番組へ戻った。
さらに、前述したラジオ放送事業の分社化を前に、新型コロナウイルス感染拡大の影響で毎日放送グループの収益が急速に悪化。テレビのスポットCM収入の落ち込みが特に大きく、持株会社の設立後に始めた放送外事業も大半が採算ベースに乗っていないことから、収益構造の抜本的な見直しを求められる事態に至った。この事態を受けて、本人曰く「（感染が拡大するまで）『当たり前』とされていた（が2021年の初頭までに『当たり前』でなくなった）ことを全て見直した」結果、2年前の2019年4月改編で大規模なリニューアルを指示したテレビ番組の編成（タイムテーブル）を刷新することを決定。立ち上げに携わった『ちちんぷいぷい』『ミント!』や『サワコの朝』（東京支社とTBSテレビの共同制作による全国ネット番組）を2021年の3月中に順次終了させる一方で、TBS系列全体の強化に資するべく、（CBC・TBSを含む）系列の基幹5局としては最後に3月15日（月曜日）から『ゴゴスマ』の同時ネットを実施する方針を打ち出した。『ちちんぷいぷい』が（他局との同時ネット時代を含めて）21年半近くにわたって放送されたのに対して、『ミント!』の放送期間は2年にも満たなかったが、両番組の制作体制や出演者の一部は3月29日スタートの『よんチャンTV』（平日15:40 - 19:00）へ引き継がれた。
2021年6月に、毎日放送の代表取締役社長を退任。同局では社長を退任してからも取締役に留任しているが、代表権を後任社長の虫明洋一に委ねている。また、上記の通り2022年6月22日付でMBSメディアホールディングス代表取締役会長を退任し、同顧問となっている。

## 家族・親族
父は阪急不動産の副社長を務めた三村亮平で、元三菱商事会長の三村庸平と元阪急電鉄会長の小林公平は伯父（叔父）にあたる。母は阪急阪神東宝グループ創設者・小林一三の大番頭だった清水雅の娘で、フジテレビ副会長の遠藤龍之介は母方の従兄弟の夫にあたる。父方の従兄弟は宝塚歌劇団理事長などを務めた小林公一。それ以外にも松岡辰郎・松岡功・松岡修造・辻芳樹・田口惠美子・鳥井信一郎・佐治信忠・弘世現・遠藤周作・岡田英次・蘭寿とむ・田中里衣などと、それぞれ縁戚関係にある。また、あみだ池大黒創業家の小林家とも縁戚関係にある（鳥井家の外戚）。

## 手がけた番組

### チーフプロデューサー
- 『超!よしもと新喜劇』
- 『ちちんぷいぷい』（プロデューサー→チーフプロデューサー→制作）

### プロデューサー
- 『4時ですよーだ』（AP）
- 『旅物語』
- 『たかじん・ナオコのシャベタリーノ!』
- 『おかえりワイド』 他

### 演出・ディレクター
- 『クイズ!!ひらめきパスワード』
- 『夜はクネクネ』他

## 関連人物
- 河内一友：前任のMBS社長で、後に会長を経て最高顧問へ就任。
- 角淳一：『ちちんぷいぷい』の初代メインパーソナリティ
- 石田英司：『ちちんぷいぷい』で長らくニュース解説を担当
- 影山貴彦：元MBSプロデューサー。現在、同志社女子大学メディア創造学科教授
- かわら長介
- 倉本美津留
- 田中文夫：元MBSプロデューサー。『4時ですよーだ』のプロデューサーを担当。
- 寺西厚史
- やしきたかじん